# 11 maj
11 maj är den 131:a dagen på året i den gregorianska kalendern (132:a under skottår). Det återstår 234 dagar av året.

## Namnsdagar

### I den svenska almanackan
- Nuvarande – Märta och Märit
- Föregående i bokstavsordning
  - Mamertus – Namnet fanns, till minne av en fransk biskop på 400-talet, som blev helgonförklarad efter sin död, på dagens datum före 1901, då det utgick.
  - Meta – Namnet infördes på dagens datum 1986, men utgick 1993.
  - Måns – Namnet förekom på dagens datum på 1790-talet, men utgick sedan. 1986 infördes det på 19 augusti, där det har funnits sedan dess.
  - Märit – Namnet infördes på dagens datum 1986 och har funnits där sedan dess.
  - Märta – Namnet infördes 1753 på 26 juli, då det ersatte den äldre namnformen Martha. 1830 återinfördes Martha på det datumet, varvid Märta utgick. 1901 återinfördes det på dagens datum och har funnits där sedan dess.
  - Natanael – Namnet infördes 1680 på 15 september, där det fanns fram till 1901. Därefter flyttades det till 22 december, där det har funnits sedan dess. Det förekom också på dagens datum på 1770-talet.
- Föregående i kronologisk ordning
  - Före 1901 – Mamertus, Natanael och Måns
  - 1901–1985 – Märta
  - 1986–1992 – Märta, Märit och Meta
  - 1993–2000 – Märta och Märit
  - Från 2001 – Märta och Märit
- Källor
  - Brylla, Eva (red.): Namnlängdsboken, Norstedts ordbok, Stockholm, 2000. ISBN 91-7227-204-X
  - af Klintberg, Bengt: Namnen i almanackan, Norstedts ordbok, Stockholm, 2001. ISBN 91-7227-292-9

### Finlandssvenska almanackan
- Nuvarande från 2015[1] – Kennet, Kent, Ken
- I föregående revideringar[a][2]
  - 1929–1949 – Charlotta
  - 1950–1972 – Göte
  - 1973–1994 – Kennet
  - 1995–2014 – Kennet, Kent

## Händelser
- 330 – Den romerske kejsaren Konstantin den store låter officiellt flytta romerska rikets huvudstad från Rom till Bysantion vid Bosporen, efter att han under de senaste fyra åren har låtit bygga upp den antika staden till en modern stad, som kan fungera som imperiets huvudstad. Han har valt platsen utifrån dess strategiska läge, då det är en hamnstad i nära anslutning till både Mindre Asien och floden Donau, och ger officiellt staden namnet Nya Rom (latin: Nova Roma), men det gängse namnet blir snart Konstantinopel, uppkallat efter honom själv.
- 824 – Sedan Paschalis I har avlidit den 11 februari väljs Eugenius II till påve.
- 1525 – En här av upproriska bönder, som vill avsätta den nytillträdde danske kungen Fredrik I och återinsätta Kristian II på den danska tronen, blir besegrad av kungliga styrkor i slaget vid Bunketofta utanför Helsingborg i Skåne. De kungliga trupperna, som leds av holsteinaren Johan Rantzau, dödar 2000 bönder och tillfångatar 1500. När Rantzaus styrkor efter sex veckors belägring också intar borgen i Landskrona, som hålls av anhängare till Kristian, är upproret över.[3]
- 1745 – Under det pågående österrikiska tronföljdskriget blir en allierad styrka (bestående av nederländska, brittiska, hannoveranska och österrikiska trupper) på 52 000 man besegrad av en fransk armé på 50 000, ledd av kung Ludvig XV i slaget vid Fontenoy i Belgien. Förlusterna blir ungefär lika stora på båda sidor (omkring 7000 man) och den franska segern leder till att fransmännen får kontroll över Belgien.
- 1812 – Den brittiske premiärministern Spencer Perceval blir mördad i underhusets lobby av den ruinerade affärsmannen John Bellingham, som hyser agg mot regeringen, för att han inte har fått det skadestånd han anser sig ha rätt till, sedan han har suttit oskyldigt fängslad i Ryssland. Till en början fruktar man, att mordet är inledningen på ett uppror mot regeringens politik, men snart står det klart, att Bellingham har agerat ensam och då han vägrar åberopa galenskap för sin handling befinns han skyldig till mord och avrättas genom hängning den 18 maj. Robert Jenkinson blir ny premiärminister och tillträder 8 juni.
- 1818 – Ungefär tre månader efter sitt trontillträde (5 februari) kröns Karl XIV Johan till svensk kung i Stockholms storkyrka. Den 7 september kröns han också till kung av Norge i Nidarosdomen i Trondheim.
- 1858 – Östra halvan av Minnesotaterritoriet upptas som den 32:a delstaten i den amerikanska unionen och får namnet Minnesota.[4] Därmed upphör territoriet som administrativ enhet och återstoden blir ”oorganiserat territorium” (engelska: unorganized territory) i tre år, innan det blir en del av Dakotaterritoriet.
- 1922 – Tre månader efter att Marconi's Wireless Telegraph Company den 14 februari har fått licens att återuppta sina experimentsändningar av radio får företaget en ny licens för radiosändningar. Därmed kan man flytta sändningarna från den lilla stuga i Writtle utanför Chelmsford, där man dittills har hållit hus, till företagets adress i London. Redan fem dagar senare börjar ytterligare ett företag sända radio i Storbritannien och den 18 oktober samma år grundas British Broadcasting Company, som 1927 ombildas till British Broadcasting Corporation (BBC).
- 1930 – Lillaverkemeteoritens nedslag, ett av få bevittnade meteoritnedslag i Sverige
- 1949 – Israel blir medlem i Förenta nationerna, ett år efter att landet har utropats som självständig stat.
- 1960 – Fyra israeliska Mossadagenter arresterar den tyske nazisten och krigsförbrytaren Adolf Eichmann i Argentinas huvudstad Buenos Aires. Sedan krigsslutet 1945 har Eichmann levt i staden under namnet Ricardo Klement och det har tagit den israeliska säkerhetstjänsten flera år att spåra honom. Efter protester från Argentina, då israelerna har handlat i hemlighet och utan tillstånd från den argentinska regeringen, förs Eichmann till Israel, där han ställs inför rätta och sedermera döms för krigsförbrytelser under andra världskriget, samt avrättas två år senare.
- 1987 – Världens första hjärt-lungtransplantation genomförs i Baltimore i USA, när läkaren Bruce Reitz opererar in ett nytt hjärta och en ny lunga i patienten Mary Gohlke. Världens första hjärttransplantation har genomförts i Sydafrika 1967, men detta blir första gången en lunga transplanteras.
- 1990 – 25-årige Mikael Reuterswärd och 26-årige Oskar Kihlborg blir de första svenskarna som lyckas bestiga världens högsta berg Mount Everest, 37 år efter den första lyckade bestigningen av toppen.

## Födda
- 1366 – Anna av Böhmen, Englands drottning 1382–1394 (gift med Rikard II)
- 1720 – Baron von Münchhausen, tysk adelsman, officer och anekdotberättare
- 1752 – Johann Friedrich Blumenbach, tysk antropolog, känd som den fysiska antropologins fader
- 1762 – Jacob Johan Anckarström, svensk militär, känd som kung Gustav III:s mördare
- 1765 – Johann Georg Lehmann, tysk kartograf
- 1811 – Chang och Eng Bunker, berömda siamesiska tvillingar
- 1817 – Fanny Cerrito, italiensk ballerina och koreograf
- 1852 – Charles W. Fairbanks, amerikansk republikansk politiker, senator för Indiana 1897–1905, USA:s vicepresident 1905–1909
- 1862 – Franklin S. Billings, amerikansk republikansk politiker, guvernör i Vermont 1925–1927
- 1870 – Otto von Friesen, svensk runolog och professor, ledamot av Svenska Akademien 1929-1942
- 1871 – Stjepan Radić, kroatisk politiker, partiledare för Kroatiska bondepartiet 1904–1928
- 1881 – Theodore von Kármán, ungersk forskare
- 1884 – Otto Schultze, tysk sjömilitär, generalamiral 1942
- 1887 – Paul Wittgenstein, österrikisk pianist
- 1888 – Irving Berlin, rysk-amerikansk kompositör och textförfattare
- 1889 – William Purington Cole, amerikansk demokratisk politiker och jurist, kongressledamot 1927–1929 och 1931–1942
- 1892 – Margaret Rutherford, brittisk skådespelare
- 1896 – Mary Johnson, svensk skådespelare
- 1898 – Sven Nilsson, svensk skådespelare och operasångare (bas)
- 1900 – Norris Cotton, amerikansk republikansk politiker, senator för New Hampshire 1954–1974 och 1975
- 1902 – Louis Klein Diamond, rysk-amerikansk barnläkare
- 1904 – Salvador Dalí, spansk surrealistisk målare
- 1906 – Jacqueline Cochran, amerikansk pilot
- 1909 – Lyle Boren, amerikansk demokratisk politiker, kongressledamot 1937–1947
- 1911
  - Big Joe Turner, amerikansk rhythm & blues-sångare
  - Phil Silvers, amerikansk skådespelare och komiker
- 1916 – Camilo José Cela, spansk författare, mottagare av Nobelpriset i litteratur 1989
- 1918
  - Richard Feynman, amerikansk fysiker, mottagare av Nobelpriset i fysik 1965
  - Sheila Burnford, brittisk-kanadensisk författare
- 1923 – Corrado Balducci, italiensk katolsk teolog
- 1924 – Antony Hewish, brittisk radioastronom, mottagare av Nobelpriset i fysik 1974
- 1925 – Rubem Fonseca, brasiliansk författare
- 1927
  - Hans-Eric Hellberg, svensk författare
  - Ulla Sjöblom, svensk skådespelare och sångare
- 1933
  - Zoran Radmilović, serbisk skådespelare
  - Ramon Sylvan, svensk tv-inspicient och skådespelare
- 1937 – Gun Allroth, svensk tv-journalist och tv-producent
- 1939 – Ardy Strüwer, svensk konstnär, komiker och manusförfattare
- 1941 – Malou Hallström, svensk skådespelare och tv-profil
- 1944 – Rolf Peterson, svensk tävlingskanotist, bragdmedaljör
- 1945 – Robert Grundin, svensk operasångare (tenor) och skådespelare
- 1946 – Jonas Bergström, svensk skådespelare
- 1952 – Shohreh Aghdashloo, iransk skådespelare
- 1957 – My Holmsten, svensk dansare och skådespelare
- 1963 – Gunilla Carlsson, svensk moderat politiker, Sveriges biståndsminister 2006–2013
- 1964 – Tim Blake Nelson, amerikansk skådespelare och regissör
- 1966
  - Malin Berghagen, svensk skådespelare
  - Christoph Schneider, tysk musiker, trumslagare i gruppen Rammstein
- 1970
  - Caj Karlsson, svensk sångare och låtskrivare
  - Nicky Katt, amerikansk skådespelare
- 1971 – Robert Kaliňák, slovakisk politiker
- 1977 – Janne Ahonen, finländsk backhoppare
- 1978 – Laetitia Casta, fransk supermodell och skådespelare
- 1982 – Cory Monteith, kanadensisk skådespelare
- 1983
  - Ina Lundström, svensk poddare och komiker
  - Holly Valance, australisk skådespelare och sångare
- 1984 – Andrés Iniesta, spansk fotbollsspelare
- 1986 – Abou Diaby, fransk fotbollsspelare
- 1989 – Giovani dos Santos, mexikansk fotbollsspelare
- 1993 – Elin Rubensson, svensk fotbollsspelare, OS-silver 2016
- 1999 – Sabrina Carpenter, amerikansk artist och skådespelare

## Avlidna
- 1326 – Mats Kettilmundsson, svensk rikshövitsman och drots
- 1610 – Matteo Ricci, 57, italiensk jesuit, missionär och sinolog
- 1621 – Johann Arndt, 65, tysk teolog
- 1708 – Jules Hardouin-Mansart, 62, fransk arkitekt
- 1763 – Ture Gabriel Bielke, 78, svensk greve, krigare och statsman
- 1778 – William Pitt den äldre, 69, brittisk whigpolitiker, Storbritanniens premiärminister
- 1812 – Spencer Perceval, 49, brittisk torypolitiker, Storbritanniens finansminister och premiärminister
- 1845 – William H. Roane, 57, amerikansk politiker, senator för Virginia
- 1849 – Juliette Récamier, 71, fransk societetsdam och salongsvärd
- 1857
  - Stephen Adams, 49, amerikansk politiker, senator för Mississippi
  - Gustav Simon, 46, tysk dermatolog
- 1860 – Israel Hwasser, 69, svensk läkare och professor, ledamot av Svenska Akademien
- 1866 – George Edmund Badger, 71, amerikansk whigpolitiker, USA:s marinminister, senator för North Carolina
- 1871 – John Herschel, 79, brittisk astronom
- 1874 – Franklin Buchanan, 73, amerikansk sjömilitär, amiral i sydstaternas flotta 1862
- 1881 – Henri Frédéric Amiel, 59, schweizisk professor och författare
- 1885 – Gilbert Carlton Walker, 51, amerikansk politiker, guvernör i Virginia
- 1891 – Carl Wilhelm von Nägeli, 74, schweizisk botaniker
- 1916 – Max Reger, 43, tysk tonsättare och organist
- 1922 – Allen M. Fletcher, 68, amerikansk republikansk politiker, guvernör i Vermont
- 1927 – Juan Gris, 40, spansk målare, skulptör och tecknare
- 1930 – Nils Kreuger, 71, svensk konstnär
- 1947 – Ture Rangström, 62, svensk tonsättare
- 1961 – Uno Larsson, 67, svensk statistskådespelare, fotograf och biografmaskinist
- 1962 – Hans Luther, 83, tysk politiker och jurist, Tysklands rikskansler
- 1963 – Herbert S. Gasser, 74, amerikansk fysiolog, mottagare av Nobelpriset i fysiologi eller medicin 1944
- 1971 – Ferenc Erdei, 60, ungersk politiker och sociolog, Ungerns inrikesminister, jordbruksminister och justitieminister
- 1972 – Eric Malmlöf, 83, svensk skådespelare
- 1973 – Lex Barker, 54, amerikansk skådespelare
- 1976 – Alvar Aalto, 78, finländsk arkitekt och formgivare
- 1979 – Barbara Hutton, 66, amerikansk mångmiljardär och arvtagare
- 1981
  - Odd Hassel, 83, norsk kemist, mottagare av Nobelpriset i kemi 1969
  - Bob Marley, 36, jamaicansk reggaemusiker
- 1988 – Kim Philby, 76, brittisk spion och dubbelagent
- 1992 – Kurt Bendix, 87, svensk orkesterledare, dirigent och hovkapellmästare
- 1993 – Torsten Ullman, 84, svensk sportskytt, bragdmedaljör
- 2001
  - Douglas Adams, 49, brittisk författare
  - Lorentz Hedman, 57, svensk journalist
- 2003 – Noel Redding, 57, brittisk basist/gitarrist, var medlem i The Jimi Hendrix Experience
- 2006 – Floyd Patterson, 71, amerikansk boxare
- 2007 – Malietoa Tanumafili II, 94, kung av Samoa
- 2008 – John Rutsey, 55, kanadensisk trumslagare i gruppen Rush 1968–1974
- 2009
  - Abel Goumba, 82, centralafrikansk politiker, Centralafrikanska republikens premiärminister
  - Leonard Shlain, 71, amerikansk hjärnkirurg och författare
- 2011 – Maurice Goldhaber, 100, amerikansk fysiker
- 2013 – Uno Sandén, 89, svensk tonsättare, körledare och organist
- 2017 – Elisabet Hermodsson, 89, svensk författare, konstnär, kulturjournalist och viskompositör
- 2018
  - Bengt Nilsson, 84, svensk friidrottare, bragdmedaljör
  - Ulla Sallert, 95, svensk sångare och skådespelare
- 2019 – Pua Magasiva, 38, nyzeeländsk skådespelare
- 2024 – Charlotte Reimerson, 97, svensk journalist och konsumentupplysare